# Kjachta
Kjachta (rusky Кя́хта [Kjáchta], burjatsky Хяагта [Chjágta], mongolsky Хиагт [Chiagt], čínsky 恰克图 pchin-jin Qiàkètú v české transkripci Čchia-kche-tchu), je město v Burjatské republice Ruské federace. Leží na stejnojmenné řece, u hranice s Mongolskem.
K městu patří i část Troickosavsk (Троицкосавск) a Usť-Kjachta (Устъ-Кяхта). Město bylo založeno v roce 1727 a od svého založení bylo významným obchodním střediskem rusko-čínského obchodu. Městská práva získalo v roce 1934 (tehdy pod názvem Troickosavsk). V roce 2005 mělo přibližně 18 800 obyvatel.
Kjachta je dnes umístěna na dálnici mezi Ulan-Ude a Ulánbátarem. Je významným tranzitním střediskem rusko-mongolského obchodu, byť byl za studené války důležitý i pro Evropu. Naproti Kjachtě leží mongolské město Altanbulag (dříve známé jako Majmačen).

## Dějiny
Kjachta byla založena v roce 1727 jako obchodní stanice na nově ustavené hranici Ruského impéria a Čínské říše. 23. srpna 1727 zde byla uzavřena Kjachtská smlouva, která ustanovila Kjachtu jako exkluzivní hraniční místo, kde je povoleno provádět vzájemný rusko-čínský obchod. Tento obchod probíhal na nepeněžním základě v podobě vzájemné výměny zboží.
V roce 1860 byla otevřena k obchodování celá rusko-čínská hranice. Exkluzivní postavení Kjachty tak zaniklo a započal její úpadek. Na počátku 20. století se Kjachta přejmenovala na Troickosavsk a později zpět na Kjachtu. V roce 1934 získala Kjachta (tehdy pod jménem Troickosavsk) městská práva.